# Suzanne Melk
Suzanne Melk, née le 17 mars 1908 à Vesoul (Haute-Saône) et morte le 4 février 1951 à Durham en Caroline du Nord, est une championne du monde de vol à voile et l'une des pionnières de l'aviation en France. Elle participe à la Résistance, s'engage dans la France Libre en juillet 1943 puis entre  dans le Réseau « Béarn ». Elle est décorée de la croix de guerre et de la médaille de la Résistance et devient pilote militaire après la guerre. Elle est détentrice de plusieurs records notamment en vol à voile.

## Biographie

### Jeunesse
Suzanne Marguerite Appoline Melk est née le 17 mars 1908, au 5 rue de Cita à Vesoul. Elle est la troisième des quatre enfants de Jean Melk (1876-1945), un entrepreneur de travaux publics et Marthe Grospierre (1876-1945),.
En 1914, la famille Melk déménage dans une propriété à Navenne, au sud de Vesoul où ils passeront leur enfance.
Elle épouse Paul Pargny (1898-1931), un quincailler. Après le décès prématuré de celui-ci, elle épouse, en secondes noces, Jean Dreyfus. (1903-1957) le 22 décembre 1932.
En 1935, le couple achète deux avions Hanriot 32, et font retaper l'un des deux, avec lequel Suzanne effectuera ses premiers vols. Elle fait alors partie du comité à l'origine de la création de l'aéro-club et de l'école de pilotage de Vesoul. Deux ans plus tard, elle obtient le brevet de monitrice.
Elle s'oriente ensuite vers le vol à voile et devient en 1938 la quatrième Française titulaire du brevet de pilote de vol à voile.
En juin 1940, à l'arrivée des Allemands son mari, de confession juive, divorce pour la protéger et s'exile en Angleterre puis en Amérique du Sud. Suzanne Melk n'aura plus de contact avec le reste de sa famille jusqu'à la fin de la guerre.

### Pendant la guerre
Suzanne Melk s'engage comme conductrice d'ambulance. Après la défaite, elle s'engage dans la France Libre (sous le nom de Lutschine) et devient résistante au sein du réseau Béarn (matricule RUA 206) du Bureau central de renseignement et d'action (BCRA) de Londres, de septembre 1943 à septembre 1945. Elle est cheffe du réseau départemental des Vosges.
L'Ordre général no I58 du 5 novembre 1944, la citant à l'Ordre du Corps d'armée mentionne qu'elle s'est portée volontaire pour servir comme agent de renseignement, réussit après deux tentatives à s'infiltrer dans Épinal et rapporter « des renseignements du plus haut intérêt ». Le 26 septembre 1944, elle repart pour une nouvelle mission de renseignement au-delà des lignes ennemies.
Elle est volontaire à la 1re Armée française du 15 septembre 1944 au 31 mars 1945, pendant la période de stabilisation du front. Durant cette période, elle franchit neuf fois les lignes ennemies,.
Dans une interview publiée en 1947 après son arrivée aux États-Unis, elle dit avoir échappé plusieurs fois aux Allemands, mais aussi avoir coordonné un groupe de pilotes FAFL devant transférer des avions militaires. Impressionné, le journaliste la définit comme une « Wasp » française. Son frère Pierre, lui aussi résistant, est grièvement blessé par une balle allemande reçue en pleine poitrine le jour de la libération de Vesoul par les Américains.
Pour ses prises de risques et sa conduite héroïque, elle est l'objet de plusieurs citations de l'armée. Elle est en outre décorée de la croix de guerre, de la médaille de la Résistance, et nommée chevalier de le Légion d'honneur.

### Après la guerre
Le général de Gaulle accepte la proposition de Charles Tillon, Ministre de l'Air communiste, d'ouvrir une école de pilotage destinée aux femmes qui, à terme, doit compter 200 élèves. Celles qu'on a surnommé les 13 Grâces étaient en fait dix-sept réparties en trois groupes qui ont pris la direction de l'école de Châteauroux, dans l'Indre. Dans le premier groupe on trouve d’anciennes gloires de l’aviation française : Andrée Dupeyron, Yvonne Jourjon et Elisabeth Lion. Ainsi que deux femmes peu ou pas connues du tout, Paulette Bray et Françoise Marzellier. La sixième, Gisèle Gunepin (née Lefèvre) n’a semble-t-il jamais mis les pieds sur la base de Châteauroux. Son mari, le capitaine Auguste Gunepin, est mort pour la France le 13 décembre 1944 au-dessus de l’Allemagne  et elle avait un enfant. Quant à Maryse Bastié et Maryse Hilsz, elles ont été affectées à d'autres tâches, à Paris et à Villacoublay. Les femmes du premier groupe sont arrivées dans le Berry début mars 1945.
Engagée volontaire le 5 avril, Suzanne Melk était dans le second groupe. Elle est affectée  à l'Ecole de Châteauroux le 13 avril 1945. L'accompagnent Elisabeth Boselli, Geneviève Lefèvre-Seillier, Anne-Marie Imbrecq et Yvette Grollet-Briand. Elle est nommée sous-lieutenant le 5 mai 1945. L'arrivée de ces cinq femmes, en train depuis Paris, est échelonné. Comme le sera leurs premiers vols : accoutumance pour Yvette Grollet-Briand le 12 avril sur Mauboussin 129 ; le 15 avril pour Suzanne Melk sur Caudron Luciole ; le 18 avril pour Anne-Marie Imbrecq ; le 27 avril pour Geneviève Lefèvre ; le 29 avril pour Elisabeth Boselli. Qui dit école dit classement : c’est Suzanne Melk qui sort première avec 18 de moyenne. Suivie d’Elisabeth Boselli 17,2 ; Geneviève Lefèvre-Seillier 14,8 ; Anne-Marie Imbrecq 14.
Après le stage de Châteauroux, Suzanne Melk est affectée à Toulouse pour devenir monitrice sur bimoteur léger. Yvette Grollet-Briand, enceinte, a quitté ses camarades. Les quatre femmes se retrouvent le 18 août 1945 à l'Ecole des moniteurs de Tours. Dans le cadre de cette formation, elle doit piloter les quatre avions de l'école : le Stampe SV4, l'avion de liaison Nord 1001, l'ancien bombardier en piqué Douglas A.24 B Banshee et le Dewoitine D.520, le meilleur chasseur français de la Campagne de France.
Premier vol sur Stampe SV4 le 24 août. Le lieutenant Mérand emmène dans l’ordre, Imbrecq, Lefèvre, Boselli et Melk. Entre leur arrivée et les épreuves du brevet – les 29, 30 et 31 janvier 1946 - , Elisabeth Boselli fait plus de 40 heures de Stampe, et Melk plus de 48 heures. Elles volent également sur Nord 1001 et sur Douglas A.24B : 16h10 pour Boselli, 13h25 pour Melk (dont une séance de voltige et une de PSV) sur ce bombardier. Enfin, Suzanne Melk et Elisabeth Boselli sont les deux seules femmes à voler sur Dewoitine D.520. Elisabeth Boselli l’a confirmé en 1981 : « Nous avons été deux à piloter l’avion de chasse Dewoitine 520 monoplace. Avec moi il y avait Suzanne Melk qui était une très bonne pilote et tout le monde l’admirait en tant que pilote.»  C’est ce que confirment les carnets de vol des deux femmes et les documents de leur dossier d’officier,.
Si on conserve les 25 minutes passées dans le coffre à bagages du D.520 du commandant Duval pour une première impression, en novembre, Elisabeth Boselli effectue 3 h 35 de D.520 jusque fin janvier alors que Suzanne Melk en effectue 4 h 55 . Mais surtout, Elisabeth Boselli ne volera plus dessus ensuite alors que Suzanne Melk ajoutera 4 h 15 après, avec notamment acrobaties, vols rasants et patrouille serrée au programme.
Les brevets de pilote militaire ont été attribués aux quatre élèves le 12 février 1946 dans cet ordre : Melk (32938), Boselli (32939), Lefèvre-Seillier (32940) et Imbrecq (32941). Cet ordre correspond au classement des épreuves pratiques du brevet : Suzanne Melk (16,2 sur 20), Boselli (14,8), Lefèvre-Seillier (14,5) puis Imbrecq (12,4). Et au classement du stage de monitrices 1M. Seules les trois premières ont validé ce stage.
Comme toutes les autres femmes en 1945 et 1946, Suzanne Melk est démobilisée le 6 juillet 1946.
Cependant, la passion du vol à voile ne l'a pas quittée. Sur sa demande, elle est admise au centre national de vol à voile de La Montagne Noire. Elle y débute le 4 juillet 1946.
Élève du chef-pilote Gourbeyre, grand spécialiste de la formation des moniteurs, elle confirme rapidement ses compétences. Après avoir réussi les épreuves du brevet D, elle tente de battre des records. Le 9 septembre 1946 elle bat le record de France de durée sur monoplace, sur Avia 40 P, détenu jusqu'alors par Marcelle Choisnet. Le record atteint est de 13 heures 18 minutes. Les 5 et 6 octobre, elle bat son propre record en portant sa durée à 16 heures 44 minutes. L'année suivante, au centre de vol à voile de Saint-Auban-sur-Durance, elle atteint l'altitude de 4 200 mètres, battant ainsi le record mondial d'altitude. Mais faute de barographes performants (limités à 3 500 m), le record n'a pu être homologué. De retour à La Montagne Noire, sur un biplace Castel C-242, Suzanne améliore le record du Monde de durée en circuit fermé (vol au cours duquel on revient à son point de départ après avoir effectué un circuit en forme de boucle) avec 16 heures 3 minutes les 25 et 26 mars 1947.
Après ce record elle est invitée à Prague à participer à une rencontre internationale de voltige aérienne, où elle est la seule femme inscrite, et se classe seconde à quelques points du champion tchèque.
En septembre 1947, Suzanne part aux États-Unis avec l'objectif est de battre le record de distance détenu par une russe (peut-être Olga Klepikova). Elle participe à de nouvelles compétitions, dont le « Florida Challenge Trophy of Sanford ». Avec son nouvel appareil, un Arsenal Air 100, elle totalise 128 points, contre 25 attribués à la championne américaine Virginia Bennis. Avec ce score, elle passe devant tous les pilotes masculins, à l'exception de Brittain qui remporte le trophée,.
Elle est portée en triomphe. Le lendemain, la presse américaine fait paraître les articles les plus élogieux à la gloire du vol à voile français qu'elle représentait.
En 1949, Suzanne est gravement malade et doit ralentir ses activités. Elle séjourne à Washington, et en profite pour s'adonner à la voile dans la baie Chesapeake. Mais son mal s'aggrave, et elle doit se rendre à Durham en Caroline du Nord, pour se faire soigner par un grand spécialiste des maladies du sang.
Ses amis restent auprès d'elle jusqu'à sa mort, le 4 février 1951.
Son corps est rapatrié en France selon ses souhaits et repose à Navenne dans le cimetière communal. Ses funérailles se sont déroulées à l'église du Sacré-Cœur de Vesoul, église que son père avait construite, trente années auparavant,.

## Hommages et distinctions
- Chevalière de la Légion d'honneur[Quand ?]
- Médaille de la Résistance française (décret du 31 mars 1947)
- Croix de guerre 1939–1945 avec étoile d'argent (décision 548 du 10 avril 1945) et étoile de vermeil (5 novembre 1944)[3]
- Plusieurs citations (détails sur feuille de renseignements militaires 1er février 1946)[3]
- Des rues portent son nom à Vesoul, Bron et Navenne